# Tarn (fiume)
Il Tarn (in latino tarnis, cioè "rapido" o "racchiuso" da origini liguri tan, falesia e ar, fiume) è un fiume del sud della Francia, maggior affluente della Garonna dopo la Dordogna.

## Geografia
La sorgente del fiume si trova sul monte Lozère, nella Lozère, e sfocia, dopo un percorso di 380 km, nella Garonna presso Castelsarrasin, nel Tarn e Garonna.
Il Tarn è noto per le sue gole che si trovano a monte di Millau e che lo rendono un'importante meta turistica.

## Principali affluenti
- Tarnon
- Jonte
- Dourbie
- Muze
- Dourdou de Camarès

- Cernon
- Alrance
- Rance
- Agout
- Tescou

- Aveyron
- Lumensonesque
- Lemboulas

## Idrologia
- Il Tarn è soggetto a un regime pluvio-nivale di tipo misto mediterraneo e oceanico
- Portate estreme: da 8 à 6.000 m³/secondo nell'alluvione del marzo 1930

## Dipartimenti e città
Il Tarn attraversa i seguenti dipartimenti e città:
- Lozère: Le Pont-de-Montvert, Sainte-Enimie
- Aveyron: Millau
- Tarn: Albi, Gaillac, Lisle-sur-Tarn, Rabastens
- Alta Garonna: Villemur-sur-Tarn
- Tarn e Garonna: Montauban, Moissac

Il Viadotto di Millau, il ponte più alto del mondo, parte dell'A 75, attraversa il Tarn dal 2004.
Il Tarn è famoso per le sue alluvioni improvvise, le più pericolose d'Europa insieme a quelle del Danubio. La famosa alluvione del marzo 1930 vide il fiume alzarsi di più di 17 metri sopra il livello normale a Montauban in sole 24 ore con una portata di 7.000 m³/s (la portata media del Reno è 2.200 m³/s, quella del Nilo nell'alluvione annuale prima della diga di Assuan era 8.500 m³/s, quella media del Mississippi è 16.200 m³/s). Un terzo del dipartimento del Tarn e Garonna fu inondato, ci furono 300 vittime e migliaia di case vennero distrutte.

## Immagini del Tarn

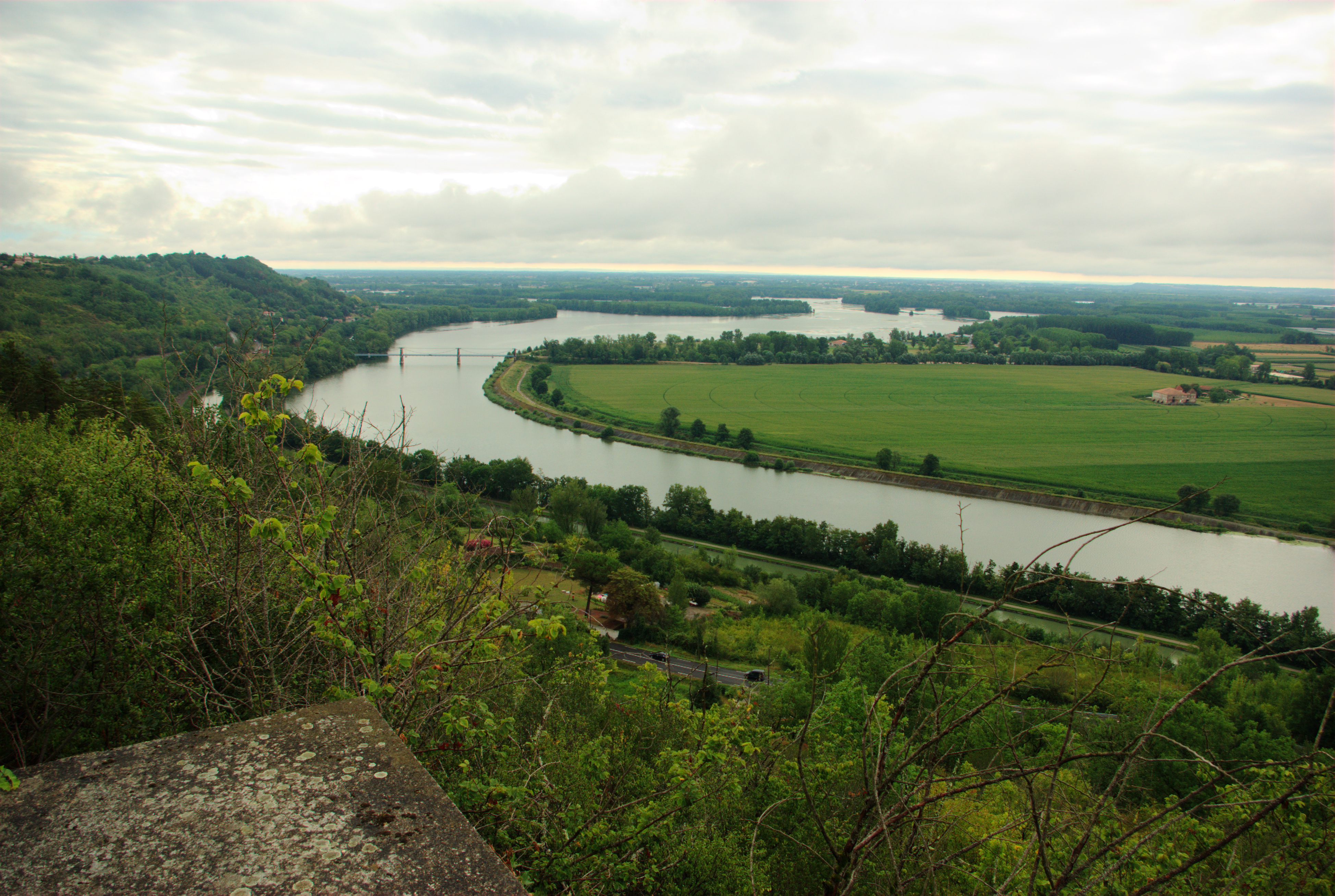
Confluenza del Tarn e della Garonna
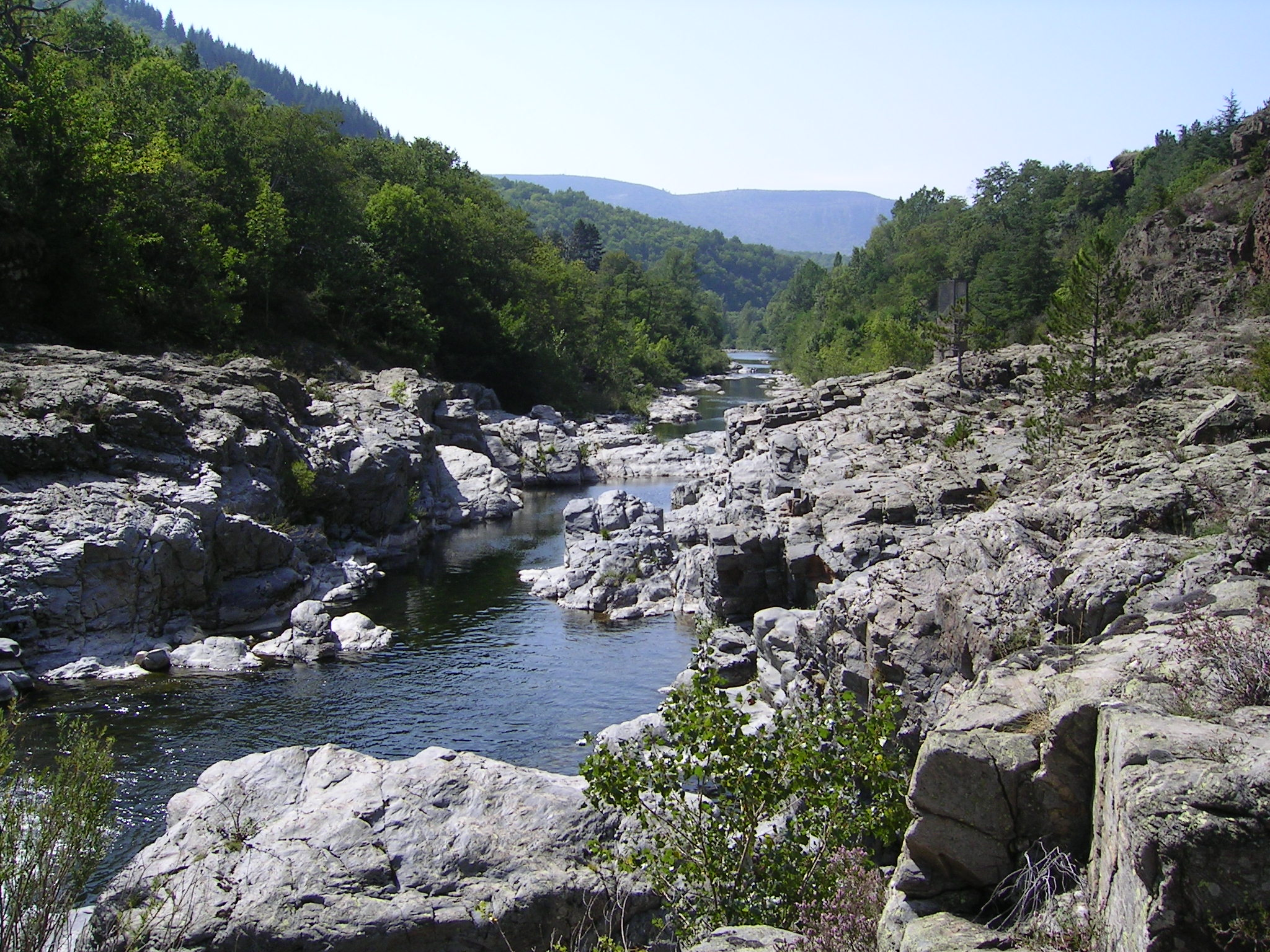
Il fiume a Cocurès
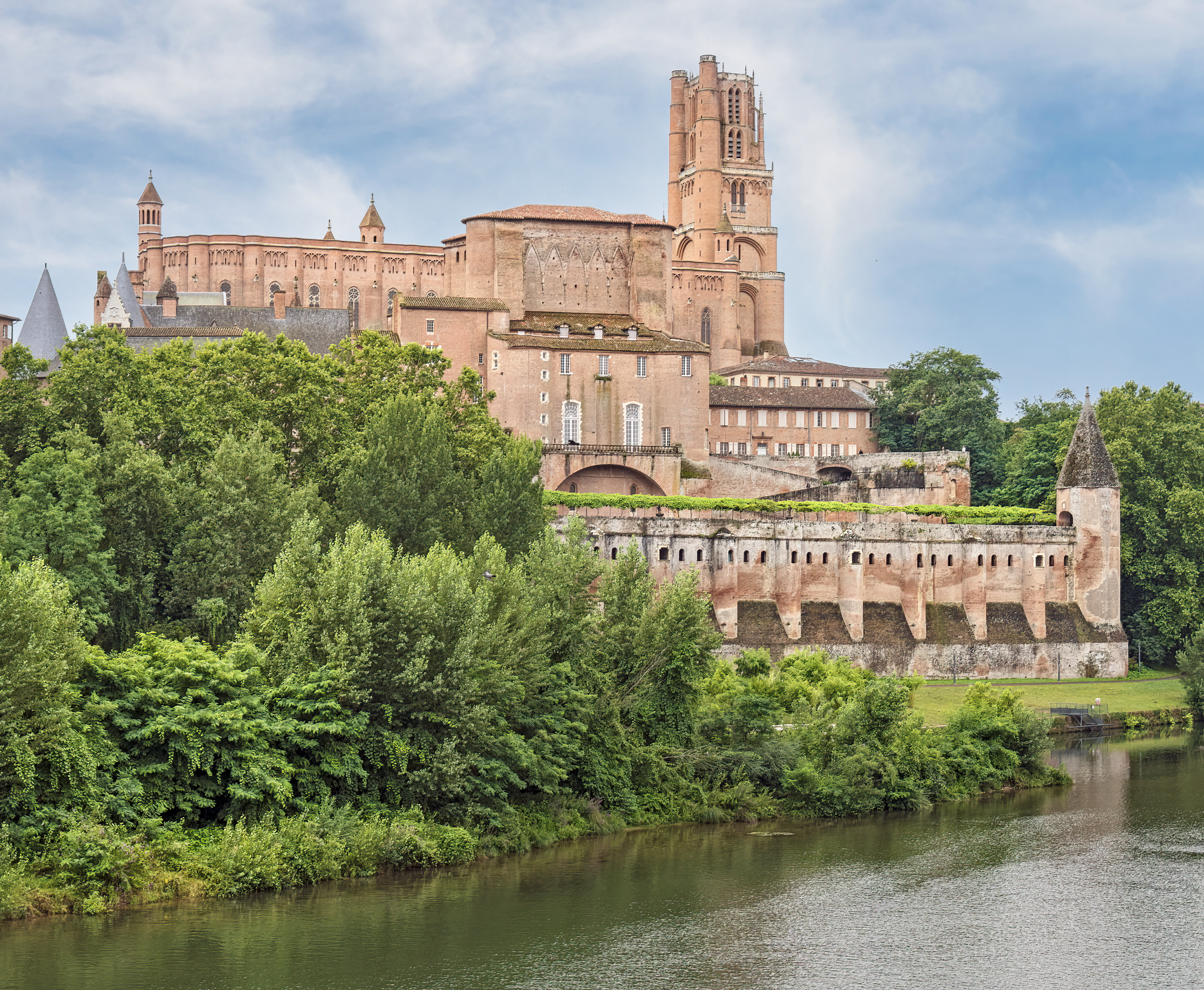
Il fiume ad Albi